# Будкі (Шидловецький повіт)
Будкі (пол. Budki) — село в Польщі, у гміні Хлевіська Шидловецького повіту Мазовецького воєводства.
Населення — 712 осіб (2011).
У 1975-1998 роках село належало до Радомського воєводства.

## Демографія
Демографічна структура станом на 31 березня 2011 року:
|          | Загалом | Допрацездатний вік | Працездатний вік | Постпрацездатний вік |
| -------- | ------- | ------------------ | ---------------- | -------------------- |
| Чоловіки | 349     | 83                 | 230              | 36                   |
| Жінки    | 363     | 94                 | 185              | 84                   |
| Разом    | 712     | 177                | 415              | 120                  |